# いじわるらぶ・デビル
『いじわるらぶ♥デビル』は、中原杏による日本の漫画作品。少女漫画雑誌『ちゃお』（小学館）にて2003年3月号から同年8月号まで連載された。全6話。単行本は同社のちゃおコミックスから全1巻。

## あらすじ
吉村ゆいは、かわいいもの好きで、恋をしている14歳。ある日、14歳の誕生日プレゼントとして父親が買ってきたくまのぬいぐるみに悪魔のジャンが乗り移ってしまった。立ちはだかる悪魔たちの壁を乗り越え、恋を進展させていくゆいとジャンのラブコメディ。

## 登場人物
吉村ゆい（よしむら ゆい）
主人公。中学生の少女。かわいいものが大好きな14歳。父親と2人暮らし。
当初は同じクラスの聖司に好意を寄せていた。しかし聖司の本性を教えてくれたジャンに次第に惹かれていく。
ジャン
悪魔の男。悪魔年齢で500歳、人間では17歳くらい。人間界での名前は「邪 黒男（よこしま くろお）」。
人間界で事故に遭い、体を失ったため、ゆいへのプレゼントであるくまのぬいぐるみ「くまっ太」を仮の宿とする。その後、新たな体が見つかるまで「くまっ太」の中でゆいと一緒に暮らすことになった。ぶっきらぼうだが面倒見がいい。
ビビ
悪魔の女でジャンの幼馴染。
ジャンに好意を寄せ、一方的に恋人だと思っている。ジャンと一緒に暗黒界へ帰る為にゆいを消そうとするなどの行動を取ったが、その後暗黒界に戻る。
小さい頃もらったジャンからの誕生日プレゼントの猫のぬいぐるみをとても大切にしている。未熟だがテレポートができる。
レオン
悪魔の男。人間界での名前は「礼央（れお）」。
悪魔の気配を完璧に消せる。ゆいの通う学校に中学3年生として転入してきた。
リズ（後述）の部下。リズの命令で、ジャンが暗黒界でキスしている映像をゆいに見せ、2人を引き離そうとした。
リズ
12歳の女の子。暗黒界の最有力者の娘。
魂の入った人形集めを趣味とし、ジャンをそのコレクションに加えようとした。
聖司
ゆいの同級生。
クッキーを渡して好意を告げようとしたゆいを冷たくあしらう。

## 書誌情報
- 中原杏 『いじわるらぶ♥デビル』 小学館〈ちゃおコミックス〉、2003年9月26日発売[1]、ISBN 4-09-135614-1